# Lightseeker
Lightseeker es el segundo álbum de estudio de la banda de metal Magica.
Fue publicado el 9 de noviembre de 2004. En este álbum podemos observar que la composición de las canciones ya no queda solo a cargo del miembro fundador, Bogdan Costea, sino que el determinado miembro "6fingers", también contribuye con la creación de las mismas.
El disco sale en Europa, esta vez, bajo el sello de Bestial Records.

## Listado de Canciones
| N.º | Título                   | Escritor(es)           | Duración |  |
| 1.  | «The Circle»             | Bogdan Costea;6Fingers | 1:32     |  |
| 2.  | «Blind you Forever»      | Costea;6Fingers        | 4:47     |  |
| 3.  | «Bittersweet Nightshade» | Costea;6Fingers        | 4:09     |  |
| 4.  | «Dance of the Wasp»      | Costea;6Fingers        | 4:17     |  |
| 5.  | «A New Paradise»         | Costea;6Fingers        | 3:17     |  |
| 6.  | «Samhain»                | Costea;6Fingers        | 3:22     |  |
| 7.  | «Witch's Broom»          | Costea;6Fingers        | 4:01     |  |
| 8.  | «The Living Grimoire»    | Costea;6Fingers        | 4:50     |  |
| 9.  | «Black Lace»             | Costea;6Fingers        | 4:18     |  |
| 10. | «Curse for Eternity»     | Costea;6Fingers        | 4:48     |  |
| 11. | «Wormwood»               | Costea;6Fingers        | 4:51     |  |
| 12. | «Inluminata»             | Costea;6Fingers        | 4:11     |  |

- Datos: Q630265